# Fushan, Huangyan
Fushan (kinesiska: 富山, 富山乡) är en socken i Kina. Den ligger i provinsen Zhejiang, i den östra delen av landet, omkring 200 kilometer söder om provinshuvudstaden Hangzhou. Antalet invånare är 4305. Befolkningen består av 2 130 kvinnor och 2 175 män. Barn under 15 år utgör 13,0 %, vuxna 15-64 år 57 %, och äldre över 65 år 28,0 %.
Genomsnittlig årsnederbörd är 2 185 millimeter. Den regnigaste månaden är juni, med i genomsnitt 368 mm nederbörd, och den torraste är januari, med 71 mm nederbörd.